# Jean Kahn (1929-2013)
Pour les articles homonymes, voir Jean Kahn et Kahn.
Jean Salomon Kahn, né le 17 mai 1929 et mort le 18 août 2013, à Strasbourg, est un avocat et chef d'entreprise français. Il a été le 7e président du Conseil représentatif des institutions juives de France (CRIF). Militant français des droits de l'homme, il a été l’une des autorités morales du judaïsme français.

## Biographie

### Jeunesse
Descendant d’une famille juive alsacienne de vieille souche, il est le fils unique d’Henriette Metzger, originaire de Ringendorf et de Jacques Kahn, originaire de Mommenheim (Bas-Rhin). Il est un petit-neveu du grand-rabbin de France Zadoc Kahn. En 1939, il est réfugié avec ses parents en Haute-Loire, où il échappe à une rafle. Jean Kahn effectue sa scolarité et ses études au Puy-en-Velay et à Strasbourg. Il est un membre actif des Éclaireurs israélites de France, et son totem scout est Grizzli.
Après avoir obtenu en 1953, et de l’université de Strasbourg, un doctorat en droit consacré au contrat de mariage en droit juif et en droit romain, Jean Kahn s’inscrit au Barreau de Strasbourg puis intègre l’entreprise de textile familiale.
En 1955, il épouse Nicole Weill. Ils ont deux fils, Daniel Kahn et François Kahn, et cinq petits-enfants.

### Formation
Jean Kahn s'engage très tôt dans la communauté juive de Strasbourg, en particulier avec Éclaireuses éclaireurs israélites de France. Il joue un rôle déterminant, à l’instigation de son maître André Neher, lors de l’accueil dans la capitale alsacienne, pendant et après les évènements de la guerre d’Algérie, de familles juives d’Afrique du Nord.
Jean Kahn contribue à l’intégration des Juifs venant du Maghreb : il est à l’origine de la création – en 1963 – de l’Association sportive Menora (A. S. Menora). Celle-ci compte actuellement un millier de jeunes licenciés.
En 1969, il devient administrateur, puis président de la Communauté israélite de Strasbourg de 1972 à 1990.
Il préside le Consistoire israélite du Bas-Rhin de 1991 à 2009. Il est président d‘honneur des trois consistoires israélites du Haut-Rhin, du Bas-Rhin et de la Moselle.

### Carrière
Il apparaît sur France 3 Alsace, le 16 mai 1987, pour parler du procès de Klaus Barbie. Il dénonce une résurgence de mouvements négationnistes avec la diffusion des écrits de Henri Roques, Robert Faurisson, Pierre Zind ou sur Apostrophes, de Maurice Bardèche, pour faire l'éloge de Robert Brasillach.
En 1989, Jean Kahn est élu président du CRIF (Conseil représentatif des institutions juives de France). Il est ensuite réélu pour un nouveau mandat de trois ans. Le 9 mai 1990, dans l'émission L'Heure de vérité, qui est aussi le jour de l'Affaire de la profanation du cimetière juif de Carpentras, Jean-Marie Le Pen déclare : « Que les Juifs aient beaucoup de pouvoir dans la presse, comme les Bretons en ont dans la marine, ou les Corses dans les douanes, ça ne me paraît pas discutable. Comme des gens du Front national se sont aperçus qu'un certain nombre de lobbies juifs, comme celui de M. Kahn, leur ont fait une persécution systématique, ils ont l'impression d'en voir beaucoup, c'est vrai ». Ce dernier l'attaque en justice pour diffamation et perd trois fois[réf. nécessaire]. 
De 1991 à 1996, Jean Kahn se trouve à la tête du Congrès juif européen. Il est aussi vice-président du Congrès juif mondial.
Le 4 février 1995, à l'occasion du cinquantième anniversaire de la libération du camp d'Auschwitz-Birkenau, il s'élève contre ce qu'il appelle la « nationalisation de la Shoah » par le gouvernement polonais refusant de reconnaitre la spécificité du martyr juif. Il participe également au déménagement du Carmel d'Auschwitz. 
Il est également président de la Commission consultative Racisme et Xénophobie de l’Union européenne, devenue en 1998, Observatoire européen des phénomènes racistes et xénophobes, dont le siège se trouve à Vienne. En signe de reconnaissance pour ses activités, l’Union européenne créera le prix Jean-Kahn en 2002, décerné chaque année à une association qui favorise la diversité dans  sa lutte contre le racisme et la discrimination en Europe.
Il est président de la Commission nationale consultative des droits de l'homme auprès du Premier ministre (Alain Juppé et Lionel Jospin, de 1996 à 1999), membre du Conseil économique et social.
Jean Kahn est élu président du Consistoire central israélite de France en 1995 et réélu à ces fonctions jusqu'à sa démission en 2008.  
Il est apprécié de la prélature vaticane, des guides protestants comme orthodoxes, ainsi que des dirigeants musulmans. Il en a été de même des différents présidents de la République depuis Georges Pompidou.
En décembre 1997, Jean Kahn est victime d’un accident vasculaire cérébral tandis qu’il prononce, dans l’hémicycle du Parlement européen à Luxembourg, l’allocution de clôture de l’Année européenne contre le racisme et la xénophobie.
Jean Kahn fait partie en septembre 2001 de la délégation française à la conférence de Durban, où il s'exprime vigoureusement contre les propos antisémites et l’expression d’un langage haineux à l’égard de l’État d’Israël.

### Mort
Jean Kahn meurt à Strasbourg le 18 août 2013 à l’âge de 84 ans.

### Hommages
Le président de la République française François Hollande et le premier ministre Jean-Marc Ayrault rendent hommage à son combat pour les droits de l'homme.
Inhumé le mardi 20 août 2013 au cimetière israélite de Cronenbourg, en présence du ministre de l'Intérieur Manuel Valls,, le parvis de la synagogue de la Paix, depuis septembre 2019 à Strasbourg, porte son nom. Une plaque y a été apposée le 17 décembre 2019. Par ailleurs la station de tramway attenante à la place se nomme « parc du Contades-Jean Kahn » depuis le 27 septembre 2019.

## Galerie

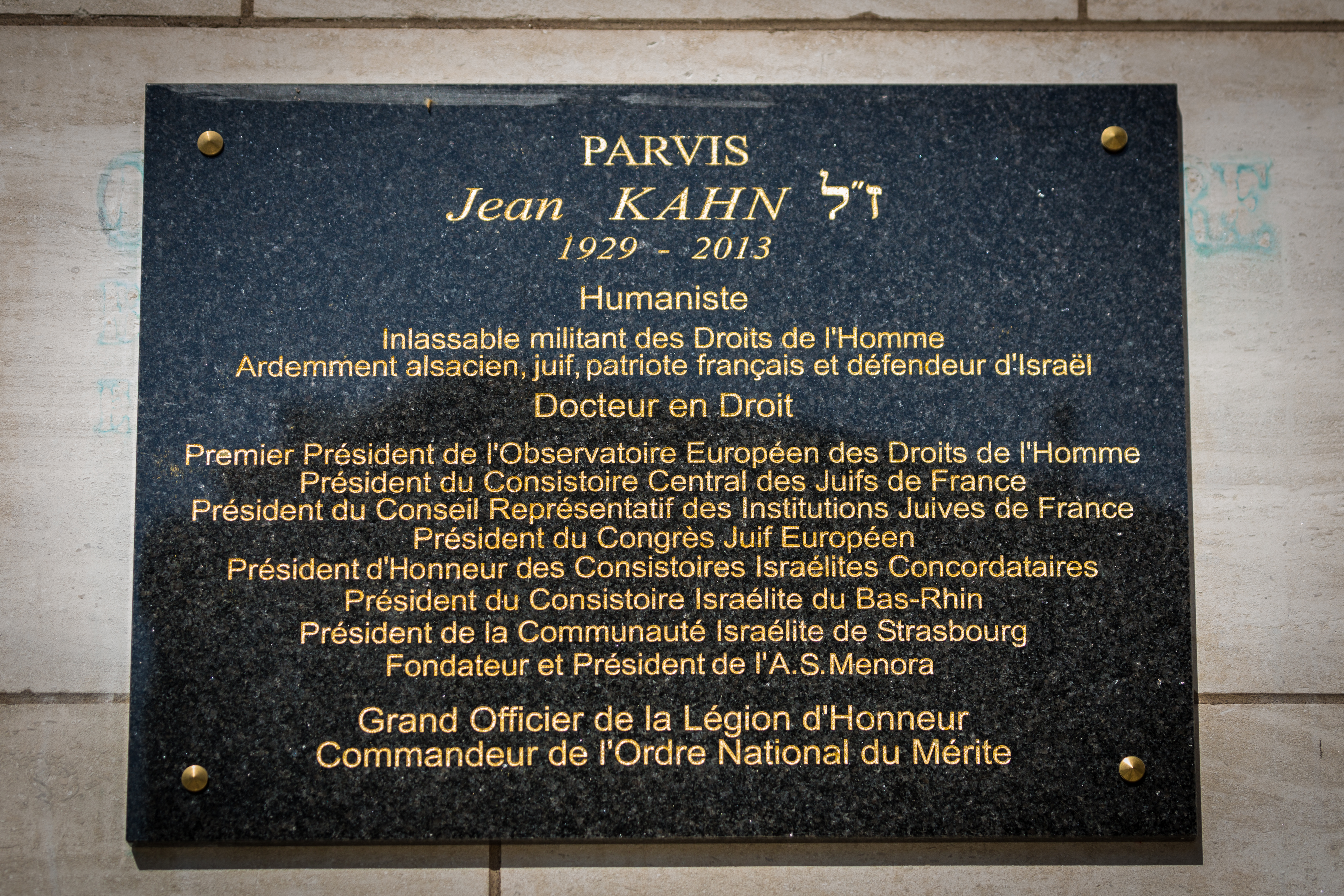
La plaque mémorielle apposée sur le parvis de la synagogue de la Paix.
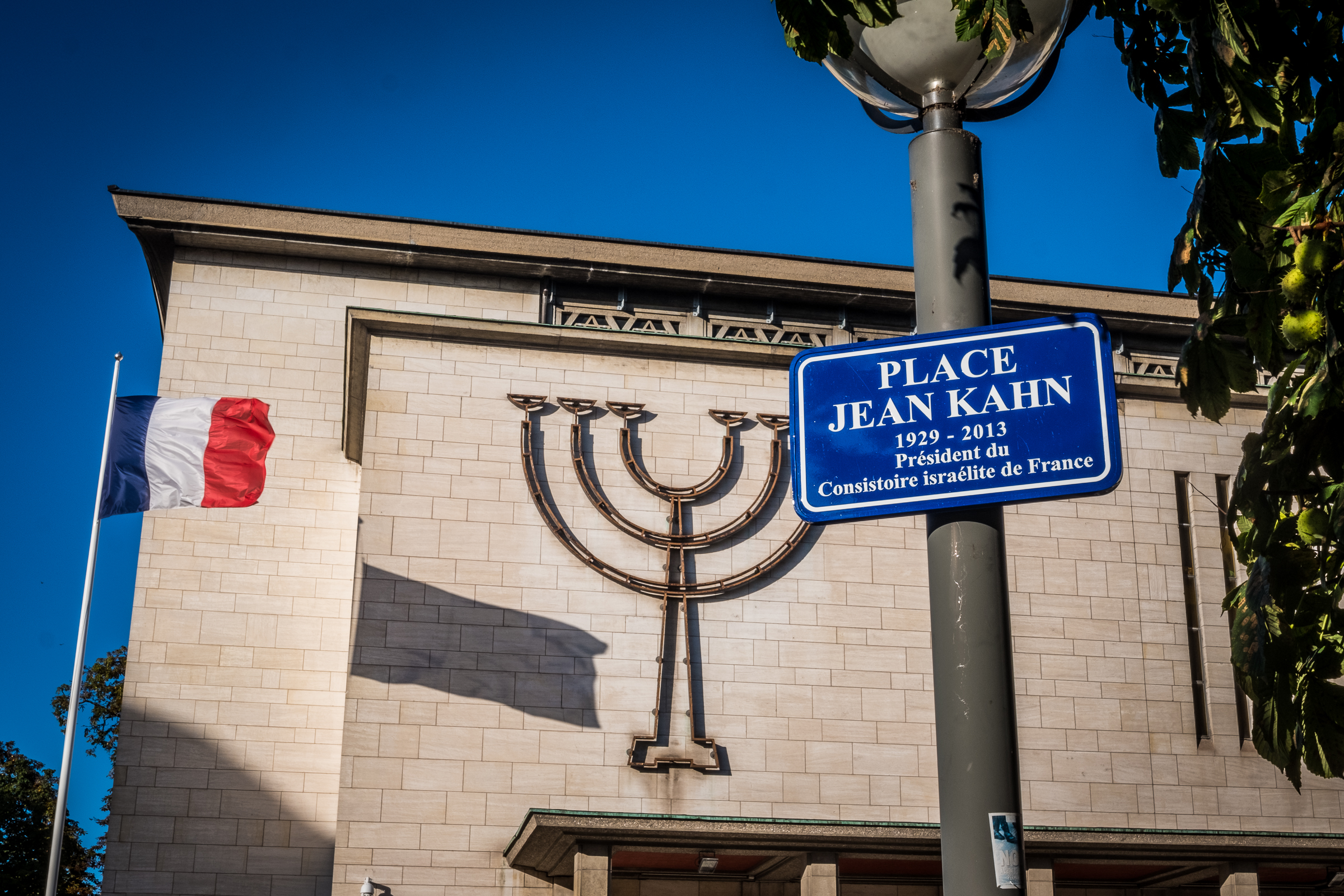
Place Jean-Kahn, Strasbourg, septembre 2019
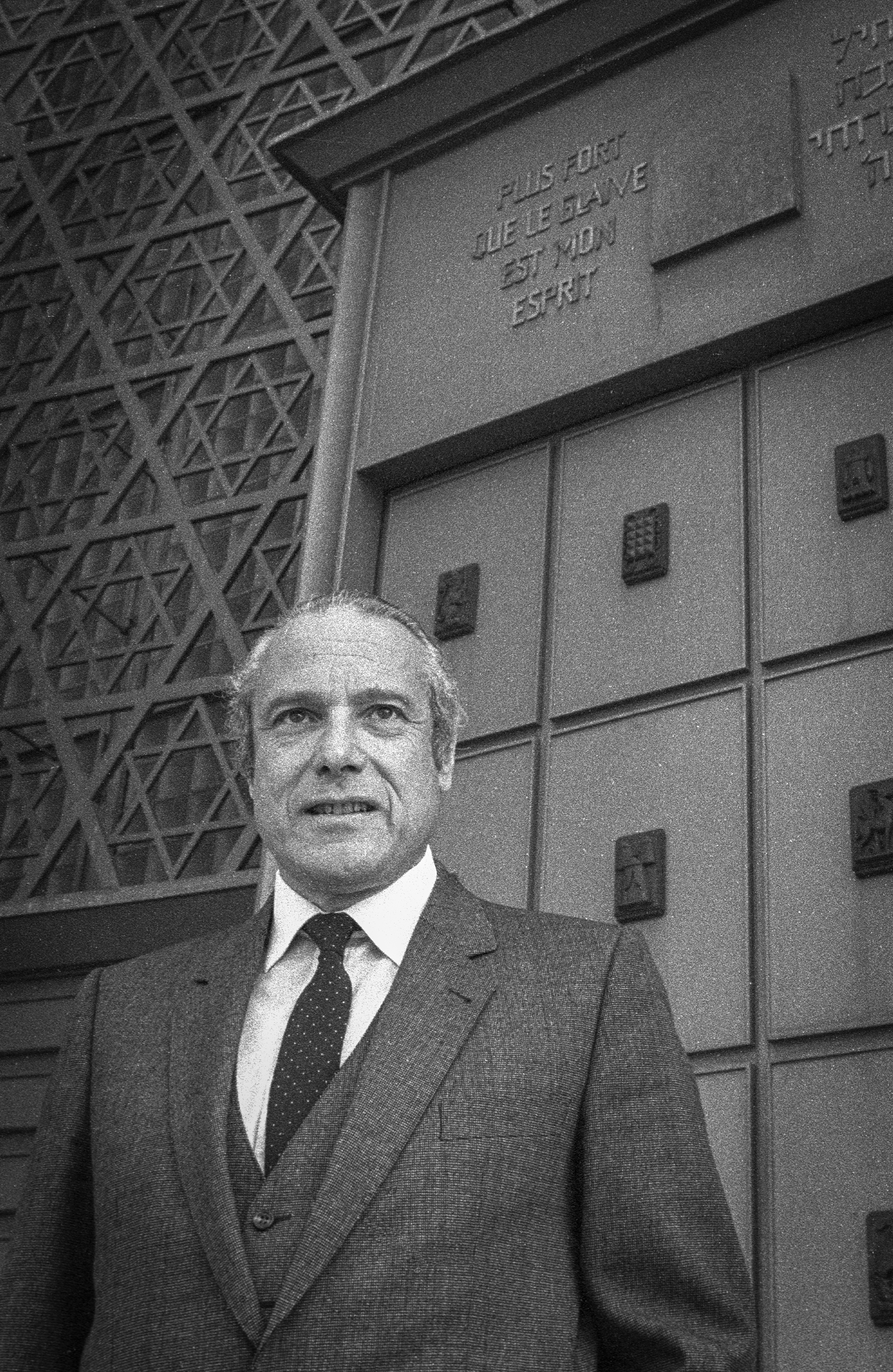
Jean Kahn devant la Grande Synagogue de la Paix à Strasbourg  en octobre 1980.
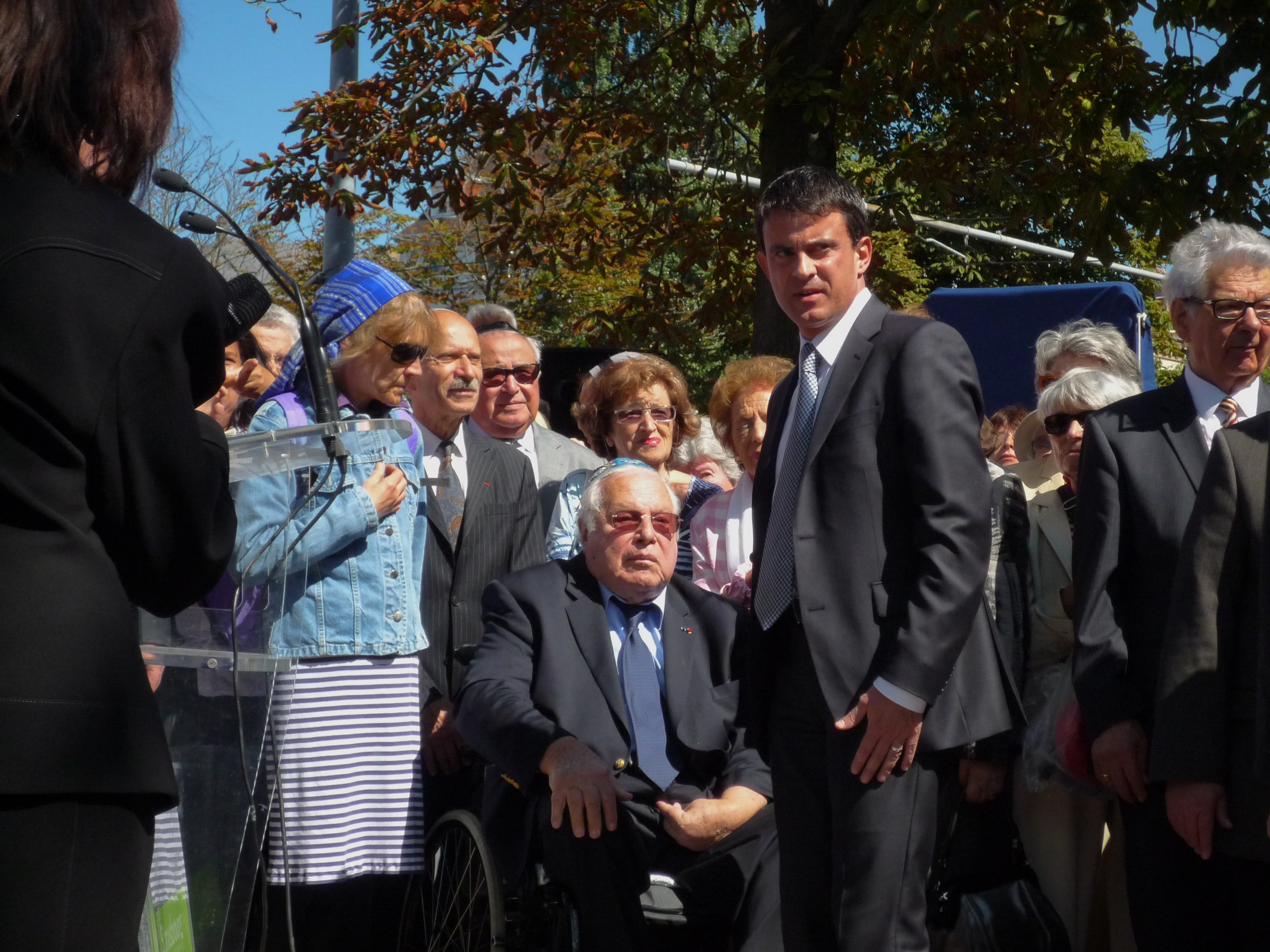
Jean Kahn en compagnie de Manuel Valls lors de l’inauguration de l’allée des Justes à Strasbourg le 22 juillet 2012.
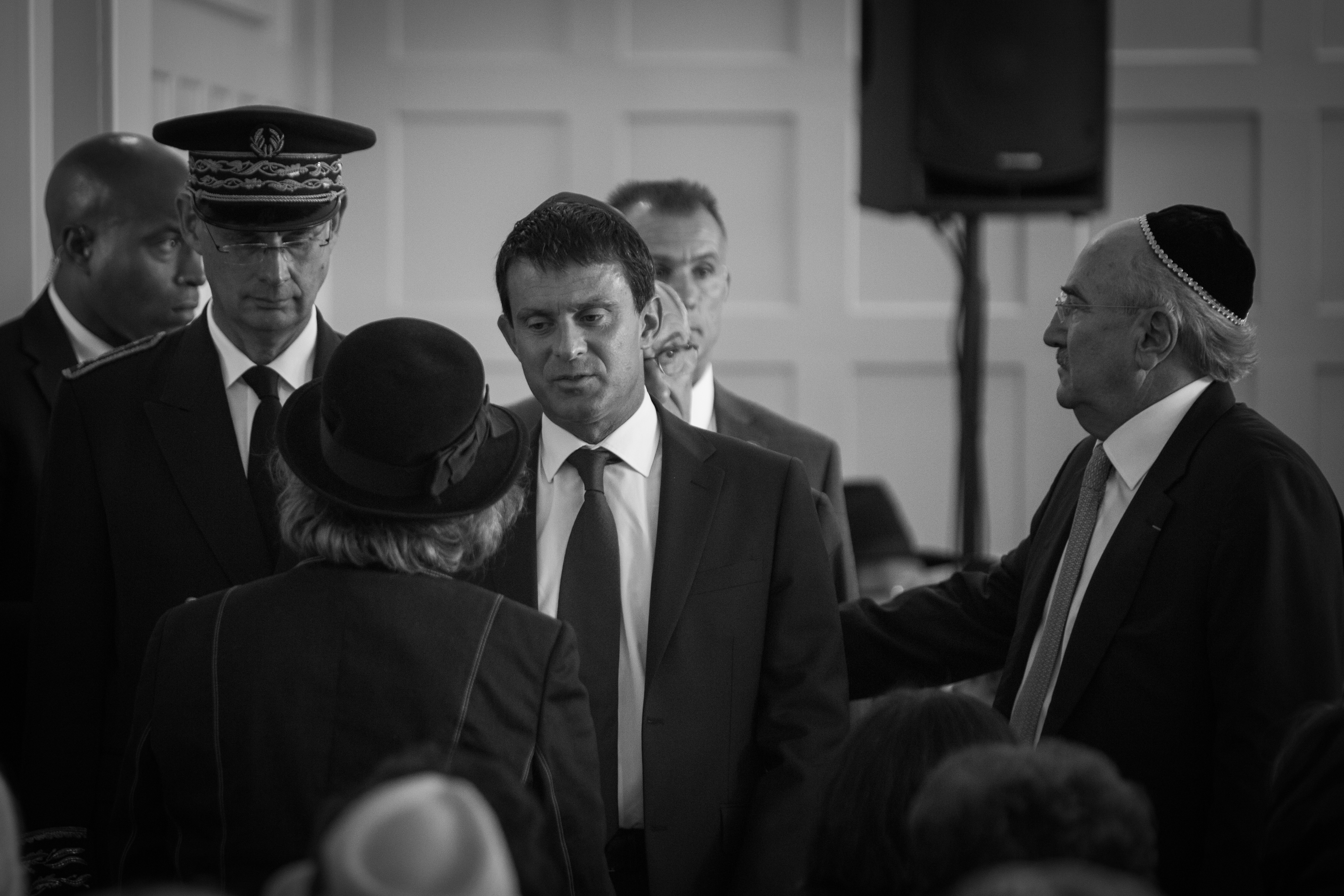
M. Manuel Valls salue l’épouse de Jean Kahn à Strasbourg le 20 août 2013.

## Distinctions
- Grand officier de la Légion d'honneur[27]
- Commandeur de l'ordre national du Mérite
- Grand-croix, 1re classe de l'ordre du Mérite
- Docteur honoris causa de l’université de Haïfa
- Reconnu Haver (sage) par le grand-rabbinat du Bas-Rhin

## Publications
- L’Obstination du témoignage, Plon, 2003.
- Combats pour les droits de l’Homme (entretiens avec Philippe Olivier), Hermann, 2009.

#### Intervention / apparition télévisuelle de Jean Kahn en tant que président de la Communauté israélite de Strasbourg
- Les communautés religieuses de Strasbourg reçoivent Jean-Paul II - 8 octobre 1988

#### Interventions / apparitions télévisuelles de Jean Kahn en tant que Président du CRIF (Conseil représentatif des institutions juives de France)
- Manifestation contre l'antisémitisme à Paris - 15 mai 1990
- Carpentras : réaction Jean Kahn - 7 juin 1990
- Délégation de parlementaires français à Jérusalem - 24 janvier 1991
- Commémoration de la rafle du Vel d'Hiv - 17 juillet 1992
- Mesures de sécurité à Paris à la suite des attentats contre les communautés juives de Londres et Buenos Aires - 27 juillet 1994
- « Kahn, Jean », sur Jewish Virtual Library
- Jean Kahn 1929-2013. Interview avec Hélène Taragan. Novembre 2003. Site Judaïsme français